# Ентузіязм: Симфонія Донбасу
«Ентузіязм (Симфонія Донбасу)» — перший український звуковий кінофільм, який зняв 1930 року метр світового кіноавангарду Дзиґа Вертов на Київській кінофабриці «Українфільм». Стрічка стала першим фільмом, в якому реальні промислові та буденні звуки слугували створенню музичного образу, а не лише ілюстрували візуальний ряд.
Займає 28-му позицію у списку 100 найкращих фільмів в історії українського кіно.

## Опис
«Ентузіязм» присвячений першому п'ятирічному плану, звеличує індустріалізацію та колективізацію і пропагує боротьбу з неписьменністю та релігією. Стрічку зняли 1930 року, коли в УРСР почали згортати програму українізації, проте її ознаки на Донбасі камера оператора Бориса Цейтліна ще рясно фіксує.
2011 року фільм відреставрували на базі Національної кіностудії художніх фільмів ім. О. Довженка на замовлення Державного агентства України з питань кіно.
Чарлі Чаплін: «Я ніколи не міг уявити, що ці індустріальні звуки можна організувати так, аби вони здавалися прекрасними. Я вважаю „Ентузіязм“ однією з найбільш зворушливих симфоній, які я коли-небудь чув. Містер Дзиґа Вертов — музикант. Професори мають учитись у нього, а не сперечатися з ним».
На думку історика Валерія Снєгірьова, місцевість для знімання фільму була обрана свідомо:  «Між Донбасом і Москвою не було прямого залізничного сполучення. Донбас був таким собі таємним островом, де для всіх усе було добре. Ніхто не знав, а як там насправді. Кузбас тоді лише починав розвиватися, на Уралі теж поки що нічого не було. А ось Донбас позиціювали як еталон перемоги пролетаріату та вільної праці».

## Творча група
- Режисер та автор сценарію — Дзиґа Вертов
- Асистент — Єлизавета Свілова
- Оператор — Борис Цейтлін
- Звукооператор — Микола Тимарцев, Петро Штро
- Композитор — Микола Тимофєєв, Дмитро Шостакович
- Директор картини: Немировський

## Прем'єра
Вийшов на екрани 2 квітня 1931 року. Чарлі Чаплін назвав стрічку однією з найбільш зворушливих звукових симфоній, невдовзі вона була вилучена з прокату й забута. Фільм було перевідкрито лише у 1960-х роках, з відновленням інтересу до радянського авангарду на Заході.

## Технічні дані
- СРСР, 1930 рік
- «Українфільм»
- Чорно-білий, 65 хв.